# 川島和子
川島和子（かわしま かずこ）は、日本の歌手。
アニメ『宇宙戦艦ヤマト』の劇伴音楽のヴォカリーズで知られる。東京都出身。国立音楽大学声楽科卒業後、東京放送合唱団を経て、女声トリオを結成。別名義はかわしまかずこ、川島かず子、川島上叢子。

## 主なレコード・CD

### シングル
| A面                      | B面                              | 発売年月 | レーベル       | 規格品番 | 備考                                                                              |
| ------------------------ | -------------------------------- | -------- | -------------- | -------- | --------------------------------------------------------------------------------- |
| カスマプゲ               | カスマプゲ（カラオケ）           | 1977年   | 日本コロムビア | AK-78    | 「川島かず子」名義                                                                |
| こえだちゃんと木のおうち | こえだちゃんのたんじょう日       | 1978年   | ポリドール     | DQQ5014  | 「こえだちゃん」イメージソング                                                    |
| かくれんぼ               | かくれんぼ（インスト＆カラオケ） | 1980年   | キングレコード | TV-H-72  | NHK「みんなのうた」 ※2024年に同番組で放送された生田絵梨花の曲とは同名異曲である。 |

### アルバム
- 『魅惑のラヴ・スキャット Invisible Lips〜見えない唇〜』 - 1987年
- 『The Second Story』 - 2006年

## 主なボーカル参加作品

### アニメソング
- アニメ「UFO戦士ダイアポロン」（1976年）
  - 「星物語」（イメージソング）
  - 「かあさんの星」（イメージソング）※コーラル・エコーとともに
- アニメ「宇宙戦士バルディオス」（1980年）
  - 「星空の虹」（挿入歌）
- アニメ「メーテルリンクの青い鳥 チルチルミチルの冒険旅行」（1980年）
  - 「妖精たちのファンタジー」（挿入歌）※天地総子、福原みどり、コロムビアゆりかご会とともに/未CD音源化
- アニメ「タイガーマスク二世」（1981年）
  - 「リタ」（挿入歌）
- アニメ「機甲艦隊ダイラガーXV」（1982年）
  - 「わたしは宇宙」（イメージソング）
- アニメ「へーい!ブンブー」（1985年）
  - 「ブンブーさまのお通りだ」（イメージソング）※橋本潮、こおろぎ'73とともに
  - 「ブンブーの子守歌」（イメージソング）※橋本潮とともに
  - 「ママにあいたい」（イメージソング）※橋本潮とともに
  - 「ラヴ ラヴ ハート」（イメージソング）※橋本潮とともに
- アニメ「ドテラマン」（1986年）
  - 「インチ鬼大王 中年の主張」（イメージソング）※セリフ：八奈見乗児
- OVA「Good Morningアルテア」（1987年）
  - 「COME THEE HOMEしーほーむ」（挿入歌）
- OVA「ふしぎ遊戯 第二部」（1997年）
  - 「手のひらの中の輝き」（イメージソング）

### イメージソング
- 漫画「ガラスの仮面」（1982年）※未CD音源化
  - 「メモリー少女」
  - 「悲しみは旅立ち」
  - 「悲しみやさんこんにちは」
  - 「エピローグ・ラストシーンに愛をこめて」
- 漫画「マルチェロ物語」（1984年）
  - 「あなたがくれたPAPER MOON」※荒川務とのデュエット
- 漫画「Milkyまじっく」イメージアルバム『ガラスのシンデレラ』（1991年）
  - 「あなたでいっぱい」
  - 「愛のイリュージョン」
  - 「つたえて……」
- ドラマCD「千葉繁のスパイラルワールド / ノアの子守唄」（1999年）
  - 「ノアの子守唄」

### コンピレーションアルバム
- 「やすらかな眠りのために～世界の子守歌」（1991年）
  - 「モーツアルトの子守歌」
  - 「ウェーバーの子守歌」
  - 「サマータイム」
  - 「島原地方の子守唄」
  - 「子守歌」
- 「beatmania ANI-SONGS MIX featuring ダイナミックプロ」（1999年）
  - 「夜霧のハニー（Blue Modulation Mix）」
- 「beatmania ANI-SONGS MIX featuring タツノコプロ」（1999年）
  - 「ポールの冒険(Banji Boys VS ポールの冒険 MIX)」
- 「CからJへの融合 〜 安らぎの心…夢, そして勇気 〜」（2001年）
  - 「ショパンの夜想曲 変ホ長調 作品9-2 〜 To Love Again」

### その他
- 「ひらけ!ポンキッキ」（1973～1993年）
  - 「雨は天使のパラシュート」（挿入歌） - 1979年 ※ミンツとともに/未CD音源化

## 主なコーラス・スキャット参加作品

### コーラス・スキャット
- 「無限に広がる大宇宙」（アニメ「宇宙戦艦ヤマト」より）
- 「レーサーブルース」（アニメ「アローエンブレム グランプリの鷹」ED/歌：水木一郎） - 1977年
- 「Gメン'75のテーマ(新ヴァージョン)」 - 1979年 ※フィーリング･フリー、ロイヤル・ナイツとともに
- 「たそがれのエーゲ」（「夏だ! ギターだ! 寺内だ!!」収録/歌：寺内タケシとブルージーンズ） - 1980年
- 「青い地球は母の星」（特撮「宇宙刑事ギャバン」挿入歌/歌：ハーリー木村） - 1982年
- 「蒸着せよ!ギャバン」（特撮「宇宙刑事ギャバン」挿入歌/歌：串田アキラ） - 1982年
- 「宇宙刑事シャイダー」（特撮「宇宙刑事シャイダー」主題歌/歌：串田アキラ） - 1984年
- 「Sunny Terrace」（漫画「紅い牙」イメージアルバム「赤い牙 BLUE SONNET II」収録） - 1986年
- 「人魚の呼び声」（アニメ「聖闘士星矢」） - 1988年
- 「時の中を走りぬけて」（アニメ「ウルトラマンUSA」主題歌/歌：石原慎一） - 1989年 ※こおろぎ'73とともに
- 「PERDU DANS LA FORET (迷いの森)」（ロマンシング サ・ガ） - 1992年 ※大木理紗とともに
- 「宇宙刑事ギャバン(渡辺宙明セルフアレンジ)」（「特撮王～フォーエバー渡辺宙明～」収録:/歌：串田アキラ） - 2001年

### 劇伴
- 「宇宙戦艦ヤマト」
- 「ウルトラマン80」 - 1980年
- 「悪魔の花嫁 イメージアルバム」 - 1983年
- 「マルチェロ物語 イメージアルバム」 - 1984年
- 「聖闘士星矢」 - 1986年
- 「ウルトラマンUSA」- 1989年
- 「新世紀GPXサイバーフォーミュラSAGA」 - 1996年
- 「星獣戦隊ギンガマン」 - 1998年
- 「カードキャプターさくら」 - 1998年
- 「クロスゲート」 - 2001年

### CM
- 東海旅客鉄道
- 吉德
- 銀座ステファニー
- 井村屋
- 参天製薬
- 関東電気保安協会
- サントリーワイン
- MXテレビ「東京新発見」テーマ曲
- 雪印乳業「雪印マインドチーズ」
- 高島屋「米子高島屋」
- 他多数（参考[2]）

## 主な出演作品

### 歌を伴う吹き替え
- ペット（コーラス[女声]/2016年）[3]
- レゴ ムービー 2（コーラス/2019年）[4]

- アラジン（コーラス/2019年）[5]
- シンデレラ（Amazon Prime Videoオリジナル）（老婆/2021年）[6]

### 舞台
- ブロードウェイ・ミュージカル「シティ・オブ・エンジェルズ」(1992年9月2～27日、10月5～28日）

### ライブサポート
- 美空ひばり「不死鳥コンサート」（1988年4月11日） - コーラス
- 天狼サマーコンサートフェスティバル「終わりのないラブソング」イメージアルバムプロモートライヴ（1996年8月26日） - コーラス
- 「アニソン☆ヒーローズ The LEGEND」（2016年7月31日）